# ポルリン
ポルリン（1月29日 - ）は、日本の漫画家、イラストレーター。男性。東京都出身。血液型はA型。主な作品としては『月刊ドラゴンエイジ』（富士見書房）にて連載の「京アミ!」と「みくり学園スイーツ部」や、一時期『@vitamin』でも連載された同人作品「カフェちゃんとブレークタイム」などがある。

## 経歴
多摩美術大学美術学部グラフィックデザイン学科の出身で、漫画家になる以前はゲーム会社に勤めていたが、漫画家になった同級生に刺激を受け、ゲーム会社を辞めて漫画家となった。ゲーム会社に勤務した経験は、初の連載作品である「京アミ!」に生かされている。
2008年（平成20年）の小学館主催の第63回「小学館新人コミック大賞」において、読み切り作品「その者マフィアにつき」で佳作を受賞している。『コンプエース』2010年（平成22年）1月号のリトルバスターズ! コミックアラカルトで漫画が掲載される。また、同誌の2010年（平成22年）3月号では、オリジナル読み切り漫画「ピクトマンサー」が掲載され、これが初めてのオリジナル読み切り作品掲載となった。
『月刊ドラゴンエイジ』2011年（平成23年）2月号において特別読切「京アミ！」が掲載され、同誌の2011年（平成23年）7月号から2012年（平成24年）11月号まで「京アミ！」を連載。その後、同誌の2013年（平成25年）9月号から2014年（平成26年）12月号まで「みくり学園スイーツ部」を連載した。
2014年（平成26年）7月からは、同人作品のウェブコミックとして「カフェちゃんとブレークタイム」を連載しており、同人誌、ボイスドラマCD、グッズなどで展開していたが、2015年（平成27年）11月30日発売の『電撃G'sコミック』2016年（平成28年）1月号に「カフェちゃんとブレークタイム」がセンターカラーで特別掲載され、2015年（平成27年）12月3日から2017年（平成29年）1月23日まで「電撃コミックWEB」内の『@vitamin』で商業連載された。なお、「カフェちゃんとブレークタイム」の商業連載は終了したものの、商業連載以前と同様に同人作品として連載が継続されている。
2017年（平成29年）8月28日から2018年（平成30年）2月28日にかけて、pixivコミック内の『ゆりひめ＠ピクシブ』で「フーリッシュ！」の連載を開始した。なお、この作品は後述する「学校のしおり（しおりシリーズ）」と呼ばれる、ポルリンのオリジナル同人作品を元に商業連載した作品である。
2018年（平成30年）2月より、ポルリン原作による漫画3作品をTwitterのアカウント上で連載開始。連載が開始したのは「今日も1日モノクロちゃん」（作画：エイリゾ）、「カフェちゃんと猫」（作画：ぷも）、「わがまま天使とおひとよし悪魔」（作画：川崎順平）の3作品である。
また、イラストレーターとしての活動として、産経新聞社主催で開催された「絵師100人展02」（2012年（平成24年））、「絵師100人展03」（2013年（平成25年））に参加しており、アニメ作品の応援イラストなどを手掛けている。
2020年（令和2年）7月1日、自身のTwitterで医師にうつ病と診断されたことを発表、治療に専念するために活動を休止する。

## 同人活動
『月刊ドラゴンエイジ』で「京アミ!」を連載する以前から、「ツキヨミ」というサークルで同人活動をしており、同人誌即売会「コミティア」において「しおりシリーズ」と呼ばれるオリジナル同人誌が同誌編集者の目に留まったことが同誌で連載するきっかけとなった。以降も「京アミ!」や「みくり学園スイーツ部」を連載するかたわらも前述のオリジナル作品や東方Projectの二次創作作品を中心に同人活動を続け、2016年（平成28年）以降の同人活動ではオリジナル作品が大きな比率を占めている。

## 人物
- 「ポルリン」というペンネームは、「ポール」というあだ名だったことが由来となっている。「ポール」そのままだとポール・マッカートニーなどの有名歌手と同じになってしまうため、少しアレンジして「ポルリン」とした。何故あだ名が「ポール」になったのかは本人もよくわからないという。
- 影響を受けた作家として、美水かがみ、あずまきよひこ[6]、なもり、荒川弘、石恵を挙げている。
- 作品で一番こだわる部分として健康的なふとももとおっぱいを挙げており、「ふとももマスター」や「ふとももマイスター」を自称している[7]。
- 「ニコニコ生放送」でしばしば原稿作業等の生放送を行っている。同人誌の原稿だけでなく、「京アミ!」や「みくり学園スイーツ部」の連載中には編集の許可を得て、連載作品の原稿作業の生放送を行うこともあった。
- 自分のニコニココミュニティでの生放送以外にも、何度かニコニコ生放送の公式生放送番組に出演しており、2012年（平成24年）1月10日にはニコニコ生放送の公式放送で、生放送中に『京アミ!』2巻の表紙絵のラフを描き、予め描いていた他のラフ案3つと合わせて4つのラフ案の中から視聴者のアンケートで決定するという企画を行った[8]。
- 2012年（平成24年）4月25日には明坂聡美がMCを務めるWEB番組「××(ちょめちょめ)BOOK☆WALKER」に、『エイジプレミアム』創刊記念で、さっち、咲良、木村心一と共にゲストとして出演[9]。2015年（平成27年）8月26日には、「AKIBA POP:DOJO[10]」内でBANBANBANがMCを務めるWEB番組「同人誌テレビショッピング」の第7回にゲストとして出演し、「カフェちゃんとブレークタイム」の紹介を行った。
- 座右の銘は「毎日コツコツ」。
- 好きな色は、赤系統の色。
- 学生時代の得意科目は数学、苦手科目は歴史。

## 作品

### 連載漫画
- 京アミ!（『月刊ドラゴンエイジ』連載、2011年7月号 - 2012年11月号）
- みくり学園スイーツ部（『月刊ドラゴンエイジ』連載、2013年9月号 - 2014年12月号）
- カフェちゃんとブレークタイム（2014年7月4日 - 連載中、『@vitamin』(電撃コミックWEB)での連載は2015年12月3日 - 2017年1月23日）元々は同人作品として発表されていた作品。
- フーリッシュ！（『ゆりひめ＠ピクシブ』（pixivコミック）連載、2017年8月28日 - 2018年2月28日）同人作品の「学校のしおり（しおりシリーズ）」を元に商業連載した作品。

### 読み切り漫画
- 「ピクトマンサー」（『コンプエース』2010年3月号掲載のオリジナル読み切り漫画）

### アンソロジー
- 「リトルバスターズ! コミックアラカルト」（『コンプエース』2010年1月号掲載）
- 『リトルバスターズ!エクスタシー コミックアラカルト』（「ガールズロックでしゃかしゃかへい」、発行元：角川書店、2010年4月22日発売）
- 『リトルバスターズ! エクスタシー ハーフ&ハーフ コミカライズセレクション』（発行元：ハーヴェスト出版、2010年6月25日発売）
- 『リトルバスターズ! エクスタシー ハーフ&ハーフ コミカライズセレクション おかわり』（発行元：ハーヴェスト出版、2010年8月15日発売）
- 『FORTUNE ARTERIAL 赤い約束 公式コミックアラカルト』（発行元：角川書店、2010年12月10日発売）
- 『グリザイアの同好会（サークル）1』（アニメ「グリザイアの果実」 Blu-rayまたはDVD第4巻の初回限定版特典であるアンソロジー本。2015年3月25日発売）

### イラスト
- pixiv girls collection 2010（コアマガジン、2010年2月27日）
- 絵師100人展02（産経新聞社主催、2012年）
- 絵師100人展03（産経新聞社主催、2013年）サイン会も行った。
- 翠星のガルガンティア 公式ブログ トリビュートイラスト（2013年6月18日）[11]
- アニメ「ご注文はうさぎですか?」日替わり応援イラスト ＃22（2014年4月16日）[12]
- 大冒険!ゆけゆけ☆おさわりアイランド（株式会社DMM.comラボ、2015年、蟹江せら）
- アニメ「グリザイアの楽園」 放送終了記念イラスト（2015年7月24日）[13]
- アニメ「ご注文はうさぎですか??」日替わり応援イラスト（2015年11月24日）[14]

### 同人作品・WEBコミック
- ツキヨミ
  - ツキヨミ（コミティア89、2009年8月23日）
  - ツキヨミ〜忘れ渚〜（コミティア91、2010年2月14日）
- pict☆master（コミティア90、2009年11月15日）
- 学校のしおり（しおりシリーズ）
  - 修学旅行のしおり（コミティア92、2010年5月4日）
  - 文化祭のしおり（コミティア93、2010年8月29日）
  - 遠足のしおり〜川編〜（コミティア94、2010年11月14日）
  - スノボ合宿のしおり（コミティア95、2011年2月13日）
  - ねこのしおり（サンシャインクリエイション51、2011年4月17日）
  - 夏合宿のしおり（コミックマーケット80、2011年8月13日）
  - 学校のしおり1（COMIC1☆6、2012年4月30日）
  - 夏祭りのしおり（コミックマーケット82、2012年8月11日）
  - 学校のしおり2（コミックマーケット84、2013年8月11日）
  - 学食のしおり（コミックマーケット85、2013年12月30日）
  - おやつのしおり（COMIC1☆8、2014年4月29日）
  - 北海道のしおり（コミックマーケット87、2014年12月30日）
  - 学校のしおり3（コミックマーケット88、2015年8月16日）
- カフェちゃんとブレークタイム（2014年7月4日 - ）
  - 同人誌
    - カフェちゃんとブレークタイム1（コミックマーケット86、2014年8月17日）
    - カフェちゃんとブレークタイム2（こみっく★トレジャー24、2014年9月7日）
    - カフェちゃんとブレークタイム3（コミティア110、2014年11月23日）
    - カフェちゃんとブレークタイム4（コミックマーケット87、2014年12月30日）
    - カフェちゃんと社会科見学〜UCCコーヒー博物館〜（コミケットスペシャル6、2015年3月28日）
    - カフェちゃんとブレークタイム5（COMIC1☆9、2015年5月2日）ボイスドラマCD体験版付属。
    - カフェちゃんとブレークタイム〜サマータイム〜（コミックマーケット88、2015年8月16日）
    - カフェちゃんとカフェ巡り（コミックマーケット89、2015年12月31日）
    - カフェちゃんを眺める本～カフェちゃんとスクールライフ～（コミックマーケット91、2016年12月31日）
    - カフェちゃんとたまこの美味しい本（グルメコミックコンベンション、2017年4月1日）「たまこのコーヒー」とのコラボ作品。
    - カフェちゃんとブレークタイムD（コミティア120、2017年5月6日）
    - カフェちゃんとブレークタイムD2（コミックマーケット92、2017年8月13日）
    - カフェあゆキッチン（コミックマーケット92、2017年8月13日）カフェちゃんの担当声優である藤井アユ美と合作のレシピ本。
    - カフェちゃんとブレークタイムD3（コミックマーケット93、2017年12月31日）
    - カフェちゃんとたまこの美味しい本2（COMIC1☆13、2018年4月30日）「たまこのコーヒー」とのコラボ作品。
    - カフェちゃんとブレークタイムSUMMER2018（コミックマーケット94、2018年8月12日）
    - カフェちゃんと猫（コミックマーケット94、2018年8月12日）原作：ポルリン、作画：ぷそ。
    - カフェちゃんとブレークタイムWINTER2018（コミックマーケット95、2018年12月31日）
    - カフェちゃんとブレークタイムRefill①（コミックマーケット96、2019年8月11日）

  - CD
    - カフェちゃんとボイスドラマ（コミックマーケット88、2015年8月16日）ボイスドラマCD
    - カフェちゃんとボイスドラマ2（コミックマーケット89、2015年12月31日）ボイスドラマCD
    - カフェちゃんオリジナルサウンドトラック（コミックマーケット90、2016年8月14日）サウンドトラック
    - カフェちゃんキャラクターイメージソング Vol.001「BLACK I's」（コミックマーケット91、2016年12月31日）
　歌：藤井アユ美、作詞・作曲・編曲：佐々木宏人。キャラクターソング、ボイスドラマ収録。
    - カフェちゃんキャラクターイメージソング Vol.002「マイ☆スイートネス」（コミックマーケット92、2017年8月13日）
　歌：藤井アユ美、作詞：ポルリン、作曲・編曲：Shade。キャラクターソング、ラジオ、ボイスドラマ収録。
    - カフェちゃんキャラクターイメージソング Vol.003「LA DOLCE VITA」（コミックマーケット93、2017年12月31日）
　歌：藤井アユ美、作詞・作曲・編曲：佐々木宏人。キャラクターソング、ボイスドラマ収録。
    - カフェちゃんキャラクターイメージソング Vol.004「BFF（Best Friend Forever）」（コミックマーケット94、2018年8月12日）
歌・CV：藤井アユ美、中上育実、作詞・作曲・編曲：佐々木宏人。キャラクターソング、ボイスドラマ収録。
    - カフェちゃん新ドラマCD（コミックマーケット95、2018年12月31日）ラジオ、ボイスドラマ収録。
    - カフェちゃん新ドラマCD2（コミックマーケット96、2019年8月11日）ラジオ、ボイスドラマ収録。
- 今日も1日モノクロちゃん（2以降は原作：ポルリン、作画：エイリゾ）
  - 今日も1日モノクロちゃん（コミックマーケット90、2016年8月14日）
  - 今日も1日モノクロちゃん2（COMIC1☆13、2018年4月30日）
  - 今日も1日モノクロちゃん3（コミックマーケット94、2018年8月12日）
- わがまま天使とおひとよし悪魔（原作：ポルリン、作画：川崎順平）
  - わがまま天使とおひとよし悪魔（コミティア124、2018年5月5日）
  - わがまま天使とおひとよし悪魔2（コミックマーケット94、2018年8月12日）
- 就活生が異世界で魔王をやってみた
  - 就活生が異世界で魔王をやってみた（コミックマーケット96、2019年8月11日）

## 関連人物
サカモト教授
- サカモト教授とは交流があり、前述の「ニコニコ生放送」での生放送も、元々はサカモト教授の生放送に憧れて始めたものだった。
- サカモト教授を少女化したイラストをサカモト教授にプレゼントしており、そのイラストはサカモト教授のニコニココミュニティのアイコンとして使用されている。
- ポルリンの作品である『京アミ!』に登場する高比アユノの兄はサカモト教授がモデルになっている。また、『京アミ！』単行本2巻の帯のコメントをサカモト教授が担当した。